# Atriplex robusta
Atriplex robusta är en amarantväxtart som beskrevs av Carlos Luis Spegazzini och Michel Gandoger. Atriplex robusta ingår i släktet fetmållor, och familjen amarantväxter. Inga underarter finns listade i Catalogue of Life.